# Euphausia paragibba
Euphausia paragibba är en kräftdjursart som beskrevs av Ortmann 1893. Euphausia paragibba ingår i släktet Euphausia och familjen lysräkor. Inga underarter finns listade i Catalogue of Life.